# Comuna Malosolone, Voznesensk
Malosolone (în ucraineană Малосолоне) este o comună în raionul Voznesensk, regiunea Mîkolaiiv, Ucraina, formată din satele Malosolone (reședința), Rațînska Dacea, Soldatske și Stepove.

## Demografie
Componența lingvistică a comunei Malosolone
     Ucraineană (88,22%)
     Rusă (9,61%)
     Română (1,53%)
     Alte limbi (0,2%)
Conform recensământului din 2001, majoritatea populației comunei Malosolone era vorbitoare de ucraineană (88,22%), existând în minoritate și vorbitori de rusă (9,61%) și română (1,53%).